# Freddy Mansveld
Freddy Mansveld   (2 d'agost de 1911 - segle XX (<1948)) fou un pilot de bob belga que va competir durant la dècada de 1940.
El 1948 va prendre part en els Jocs Olímpics d'Hivern de Sankt Moritz, on guanyà la medalla de plata en la prova de bobs a quatre del programa de bob. Formà equip amb Max Houben, Louis-Georges Niels i Jacques Mouvet.